# Samotracia
La isla de Samotracia (en griego: Σαμοθράκη Samothraki) es una pequeña isla de Grecia localizada en el norte del mar Egeo. Se ubica en la unidad periférica de Evros, en la periferia de Macedonia Oriental y Tracia, a pocos kilómetros al oeste de la frontera marítima entre Grecia y Turquía. Tiene una superficie de 178 km² y su población, en 2001, era de 2723 habitantes. Sus principales recursos económicos son la pesca y el turismo, también posee piedras de construcción como granito y basalto.
Conocida desde la Antigüedad por sus Misterios, debe su actual renombre a la famosa escultura Victoria de Samotracia, que se encuentra actualmente en el Museo del Louvre, París.

## Historia
Según las tradiciones griegas, sus primeros habitantes fueron pelasgos y carios. 
Entre los años 600 y 500 a. C., la isla fue colonizada por pobladores procedentes de Samos, por lo cual tomó el nombre de Samos de Tracia, que más tarde pasó a ser Samotracia. Estrabón, sin embargo, consideraba que el nombre provenía de un adjetivo, samoi, que significaría: alturas.
Desde el punto de vista arqueológico se han hallado restos del período heládico, micénico y de un asentamiento griego del siglo VI a. C.
Los persas conquistaron Samotracia en el año 508 a. C., y más tarde fue miembro de la Liga de Delos. En el año 168 a. C. pasó a estar bajo dominio macedonio. Tras la Batalla de Pidna, Samotracia fue independiente hasta que Vespasiano la anexionó al Imperio Romano en el año 70.
El libro de los Hechos de los Apóstoles cuenta que el apóstol Pablo, en su segundo viaje misionero fuera de Palestina, zarpó de Tróade a Samotracia y pasó una noche allí de camino a Macedonia.

### Era postromana
San Teófano murió aquí en el año 818 y el dominio bizantino continuó hasta 1204, cuando los venecianos se apoderaron de la isla, dominándola una familia genovesa, los Gattilusi. El Imperio otomano la conquistó en 1457 y le cambió el nombre a Semadirek. Durante la Guerra de la Independencia griega, hubo una represión por parte de los turcos, que acabó matando a gran parte de la población de la isla.
La isla volvió a poder de Grecia en 1913 a raíz de la guerra de los Balcanes. La ciudad fue ocupada brevemente por Bulgaria durante la Segunda Guerra Mundial.

### Actualidad
La ciudad portuaria moderna de Kamariotissa está en la costa noroeste y ofrece acceso en ferry desde diferentes puntos del norte de Grecia, como Alexandroupoli y Kavala. No hay aeropuerto comercial en la isla. Entre los sitios de interés en la isla figuran las ruinas de las fortalezas genovesas, la pintoresca Chora (literalmente poblado) 'Paliapoli' (literalmente ciudad vieja) y varias cascadas.

## Topografía
La isla tiene forma de una elipse y no cuenta con auténticos puertos, salvo la escala de Kamariotissa. Las costas son bajas y arenosas, pero en el interior las montañas alcanzan los 1611 m s. n. m. en el monte Fengari. Encinas, plátanos y arbustos salvajes abundan en la isla.

## Puntos de interés
El sitio más famoso de la isla es el Santuario de los Grandes Dioses, aquí se encontraba la estatua de mármol de 2,5 metros de Nike, ahora conocida como la Victoria de Samotracia, que data de alrededor del año 190 a. C. Fue descubierta en pedazos en la isla en 1863 por el arqueólogo francés Charles Champoiseau, y está ahora –sin cabeza– en el Museo del Louvre de París.

## Turismo sostenible
En el año 2012 Samotracia recibió el premio Quality Coast de oro por sus esfuerzos por convertirse en un destino turístico sostenible. Gracias a este premio Samotracia ha sido seleccionada para figurar  en el atlas global del turismo sostenible, DestiNet.

## Galería

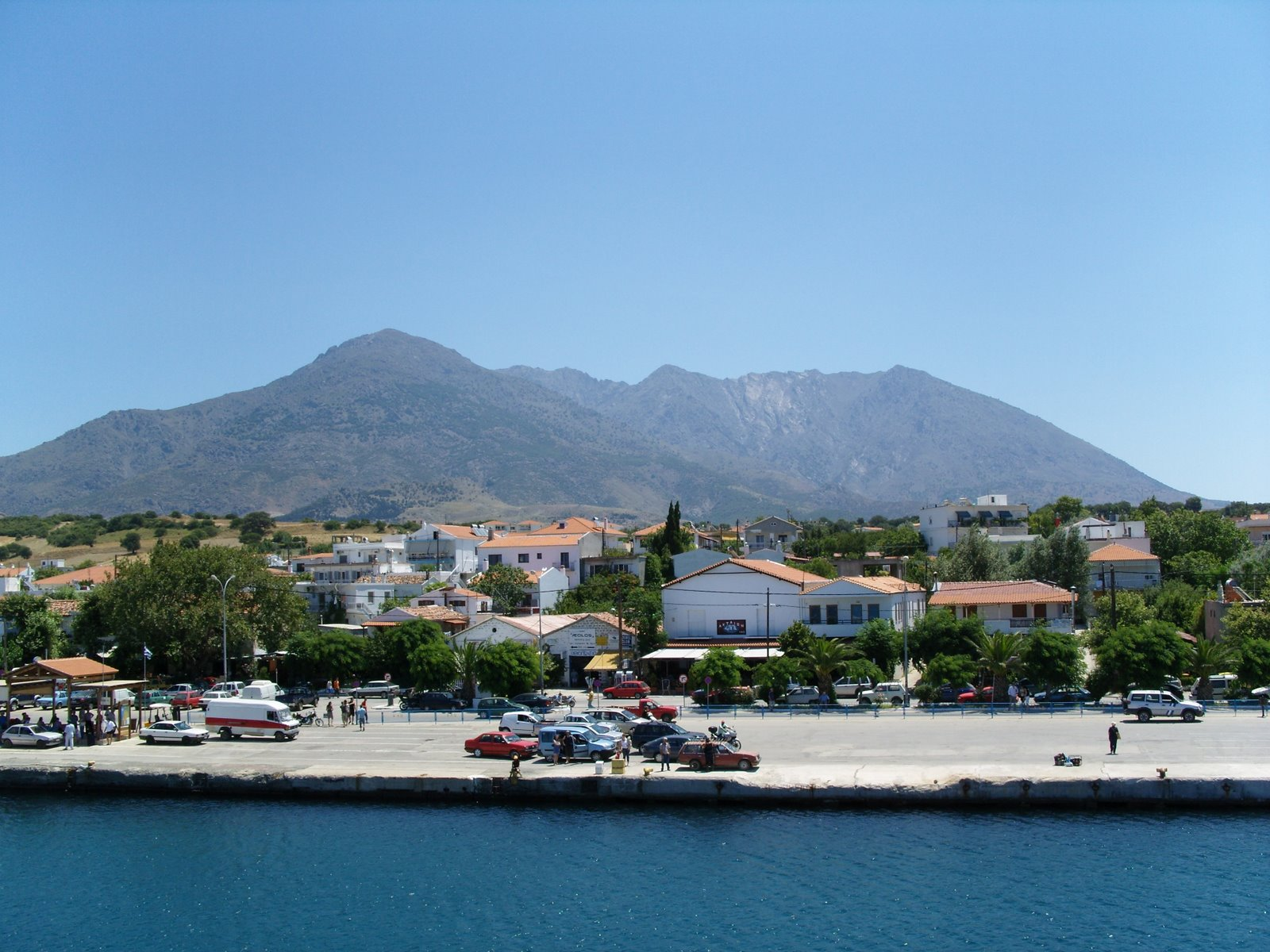
Vista de la isla
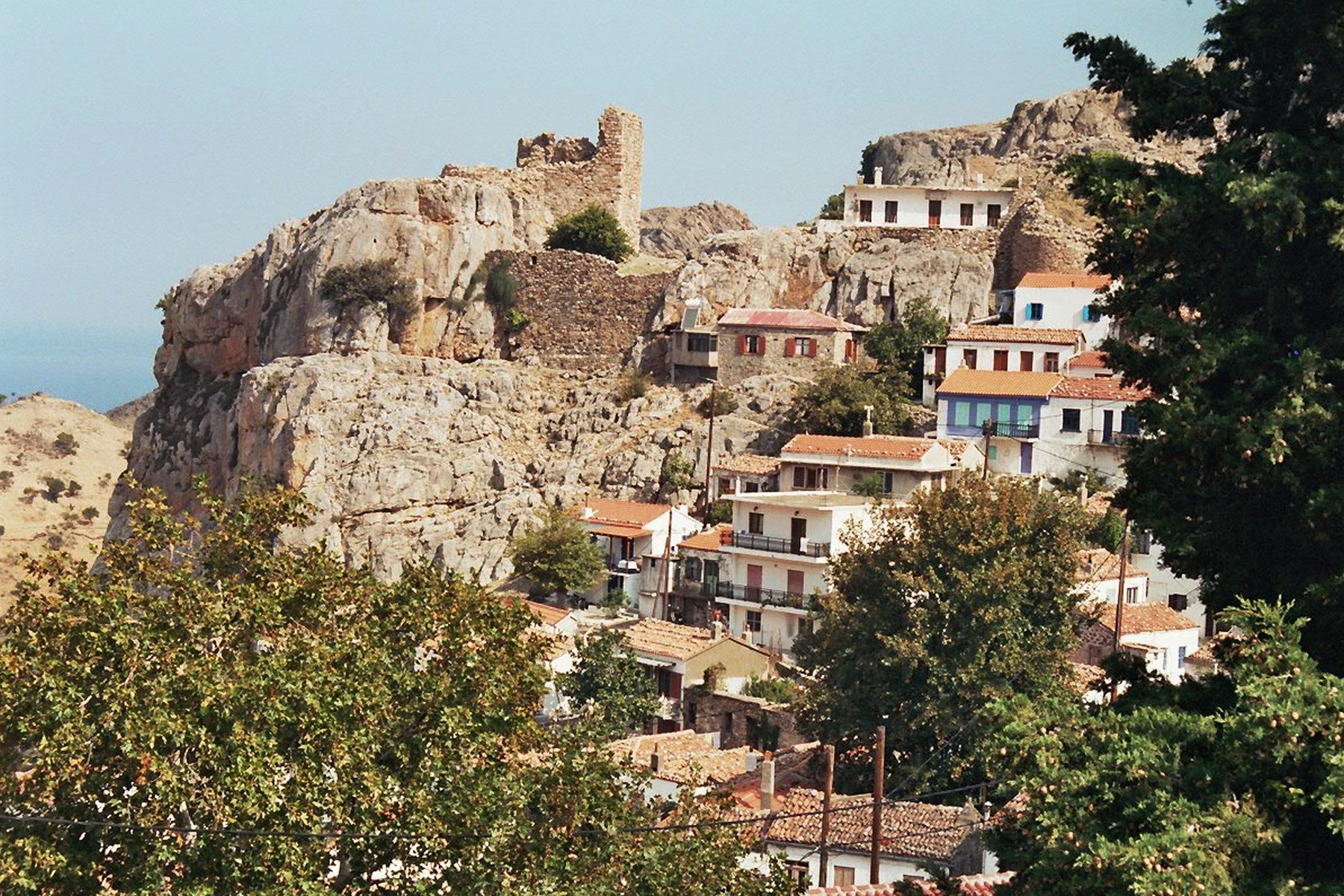
Hora Samothraki, ruinas del kastro (castillo)
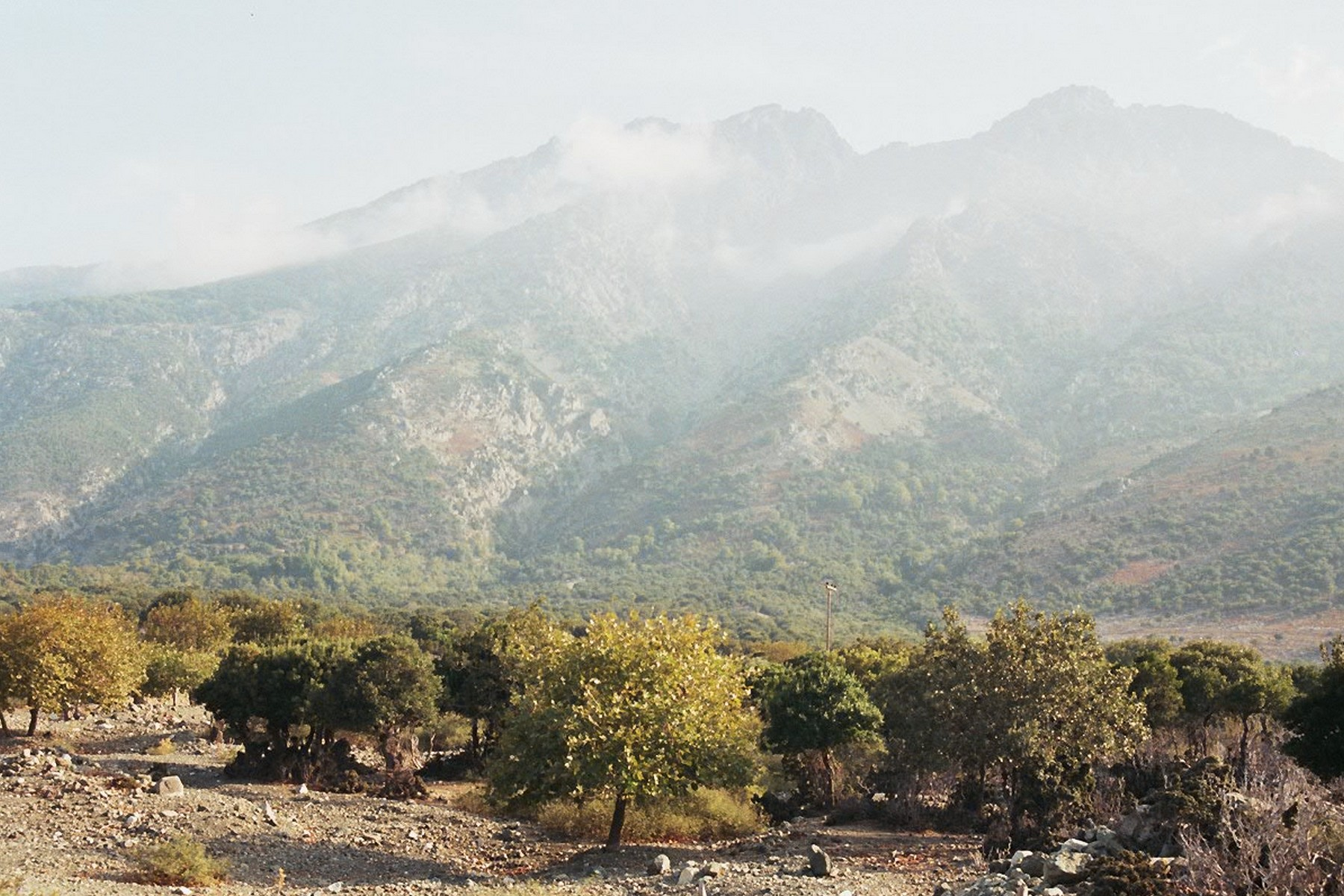
Vista del interior desde la costa norte
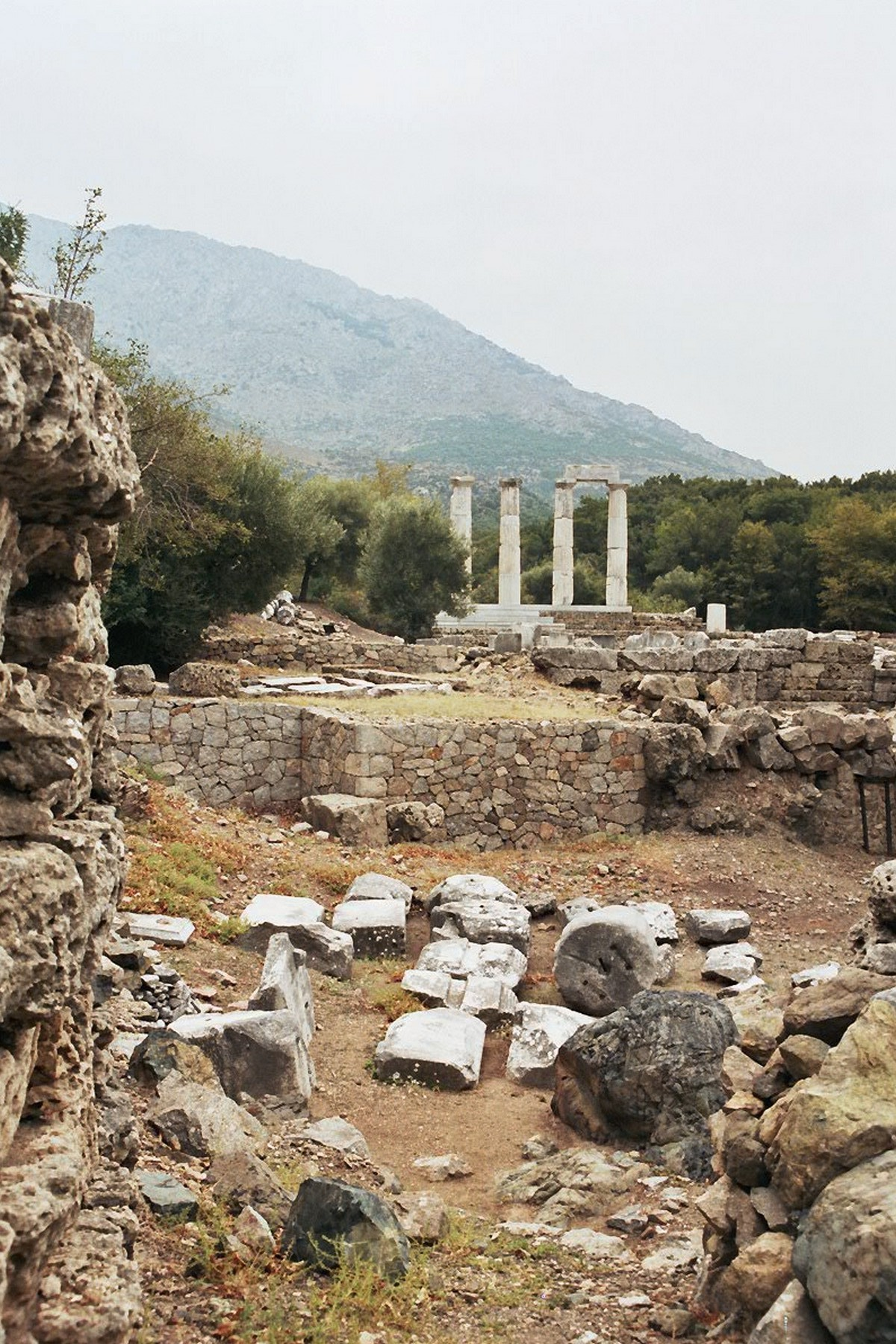
El santuario de los Grandes Dioses
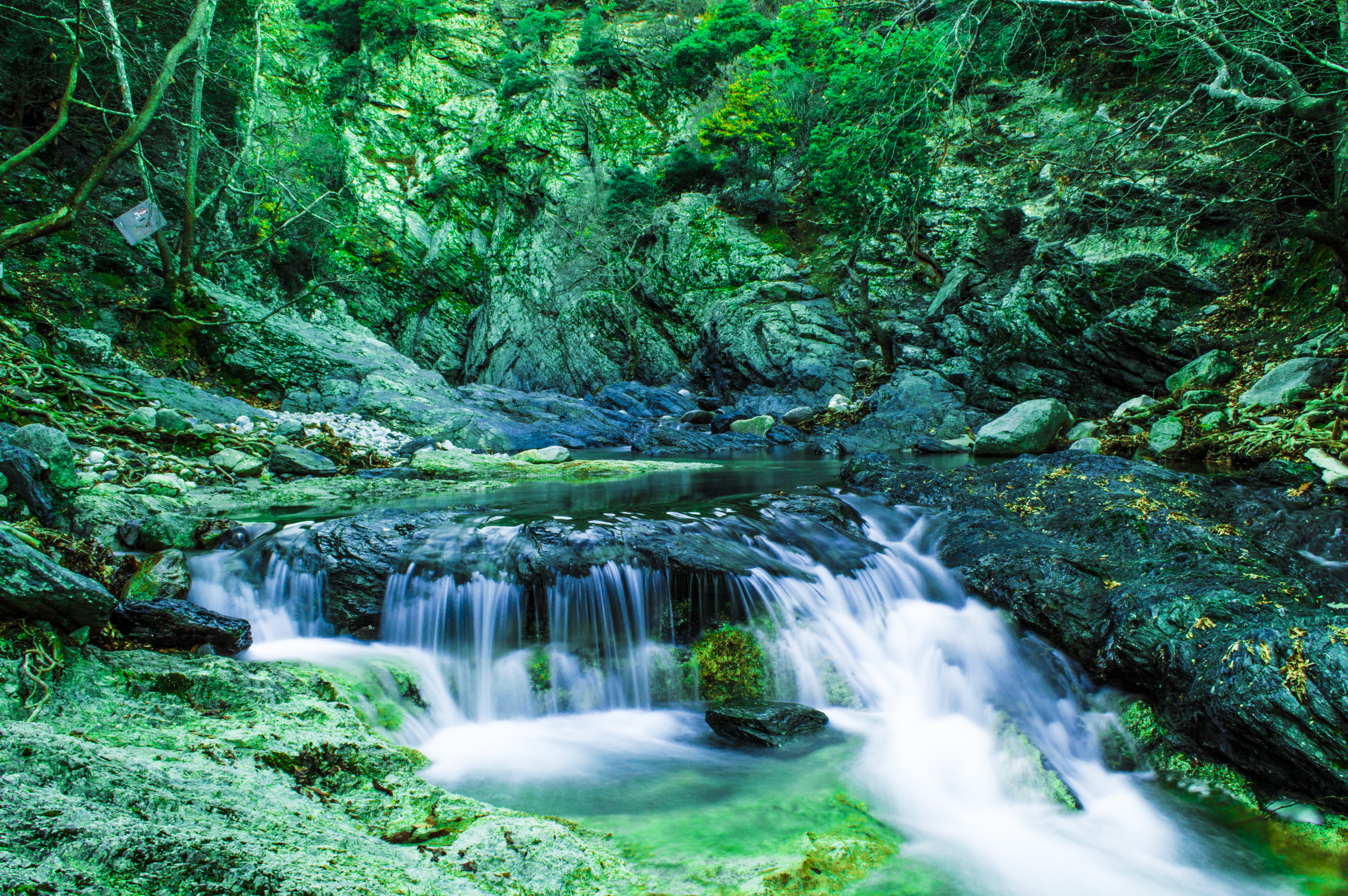